# 陆青江
陆青江（1965年9月—），女，江苏人，中华人民共和国外交官，曾任中华人民共和国驻里昂总领事。

## 生平
1985年，进入中华人民共和国外交部工作，先后在外交部非洲司、驻刚果（布）大使馆、外交部领事司、驻希腊大使馆、驻洛杉矶总领事馆、驻南非大使馆任职，后任驻南非大使馆参赞。2012年，任外交部礼宾司参赞。2013年，任驻喀麦隆大使馆参赞。2016年，任驻法国大使馆参赞。2018年11月，出任中华人民共和国驻里昂总领事。2024年1月，自驻里昂总领事离任。

## 家庭
已婚，丈夫是资深外交家钟建华，有一子一女。